# فابین رابرت
فابین رابرت (انگلیسی: Fabien Robert؛ زادهٔ ۶ ژانویهٔ ۱۹۸۹) بازیکن فوتبال اهل فرانسه است.
از باشگاه‌هایی که در آن بازی کرده‌است می‌توان به باشگاه فوتبال لوریان، باشگاه فوتبال دونکستر راورز، و باشگاه فوتبال سوئیندون تاون اشاره کرد.
وی همچنین در تیم ملی فوتبال زیر ۲۰ سال فرانسه بازی کرده‌است.